# Trachea viridimaculata
Trachea viridimaculata là một loài bướm đêm trong họ Noctuidae.